# Marion Mitterhammer
Marion Mitterhammer, née à Bruck an der Mur le 8 août 1965, est une actrice autrichienne.

## Filmographie

### Cinéma
- 2011 : Die Vaterlosen
- 2006 : Klimt
- 2006 : Pingpong

### Télévision
- 2009 : L'Amour au bout du chemin
- 2008 : Un rêve évanoui
- 2015 : Der Bozen Krimi